# Upsilon Andromedae c
Upsilon Andromedae c je planet mase oko trostruko veće od mase Jupitera, u ekscentričnoj orbiti oko zvijezde Upsilon Andromedae. Cijela orbita je unutar 1 AJ od matične zvijezde. Izračunata gornja granica mase planeta pokazuje da se radi o plinovitom divu. Prema simulacijama, gravitacijske interakcije s preostala 2 planeta u sustavu (Upsilon Andromedae b i Upsilon Andromedae d) uzrokuju primjenu ekscentriciteta orbitre koja svakih oko 7 000 godina postaje kružna. Ovo je vrlo neobična pojava, a astronomi vjeruju da je rezultat međuplanetnog raspršivanja u ranoj fazi planetnog sustava zvijezde υ Andromedae.